# Kunstwedstrijden op de Olympische Zomerspelen 1928
Kunstwedstrijden maakten op de Olympische Zomerspelen in 1928 in Amsterdam voor de vierde keer deel uit van het Olympisch programma.
Er werden medailles uitgereikt voor werken die geïnspireerd waren door sport in de categorieën: architectuur, literatuur, muziek, schilderen en beeldhouwen.
Het kunstprogramma was deze editie een stuk uitgebreider dan de voorgaande edities. De medaillecategorieën werden ook onderverdeeld in subcategorieën. Tussen 12 juni en 12 augustus werden in het Stedelijk Museum 1150 werken uit 18 landen tentoongesteld. Daarnaast waren er in de categorie literatuur 40 inzendingen uit 10 landen en bij muziek 22 inzendingen uit 9 landen.

## Medailleoverzicht

### Architectuur
| Categorie               | Goud                                 | Zilver                                      | Brons                                    |
| ----------------------- | ------------------------------------ | ------------------------------------------- | ---------------------------------------- |
| Architectonisch ontwerp | Jan Wils Olympisch Stadion Amsterdam | Ejnar Mindedal Rasmussen Zwembad in Ollerup | Jacques Lambert Stadion in Versailles    |
| Stedenbouw              | Adolf Hensel Stadion in Neurenberg   | Jacques Lambert Stadion in Versailles       | Max Laeuger Gemeentelijk park in Hamburg |

### Muziek
| Categorie      | Goud            | Zilver          | Brons                                  |
| -------------- | --------------- | --------------- | -------------------------------------- |
| Lied           | niet uitgereikt | niet uitgereikt | niet uitgereikt                        |
| Eén instrument | niet uitgereikt | niet uitgereikt | niet uitgereikt                        |
| Orkest         | niet uitgereikt | niet uitgereikt | Rudolph Simonsen Symphony No. 2 Hellas |

### Schilderen
| Categorie     | Goud                                          | Zilver                             | Brons                       |
| ------------- | --------------------------------------------- | ---------------------------------- | --------------------------- |
| Schilderijen  | Isaac Israëls Cavalier Rouge                  | Laura Knight Boxeurs               | Walther Klemm Patinage      |
| Tekeningen    | Jean Jacoby Rugby                             | Alexandre Virot Gestes de Football | Władysław Skoczylas Posters |
| Grafisch werk | William Nicholson Un Almanach de douze Sports | Carl Moos Posters                  | Max Feldbauer Mailcoach     |

### Beeldhouwen
| Categorie            | Goud                      | Zilver                                               | Brons                      |
| -------------------- | ------------------------- | ---------------------------------------------------- | -------------------------- |
| Beelden              | Paul Landowski Boxeur     | Milo Martin Athlète au repos                         | Renée Sintenis Footballeur |
| Reliëf en medaillons | Edwin Grienauer Médailles | Chris van der Hoef Médaille pour les Jeux Olympiques | Edwin Scharff Plaquette    |

## Status
Ten tijde van de Spelen werden medailles uitgereikt aan de kunstenaars. Achteraf werd door het Internationaal Olympisch Comité (IOC) bepaald dat de kunstwedstrijden niet langer als een officieel onderdeel deel van de Olympische Spelen uitmaakten waardoor ze niet meer voorkomen in de olympische database en niet voorkomen in het medaille-overzicht voor de Olympische Spelen in 1928.
Atletiek · Boksen · Gewichtheffen · Hockey · Kaatsen (demonstratie) · Korfbal (demonstratie) · Kunstwedstrijden · Lacrosse (demonstratie) · Moderne vijfkamp · Paardensport · Roeien · Schermen · Schoonspringen · Turnen · Voetbal · Waterpolo · Wielersport · Worstelen · Zeilen · Zwemmen
Stockholm 1912 · 
Antwerpen 1920 · 
Parijs 1924 · 
Amsterdam 1928 · 
Los Angeles 1932 · 
Berlijn 1936 · 
Londen 1948